# Brachodes metaspila
Brachodes metaspila is een vlinder uit de familie Brachodidae. De wetenschappelijke naam voor de soort is, als Atychia metaspila, voor het eerst geldig gepubliceerd in 1926 door Edward Meyrick.
De soort komt voor in het Afrotropisch gebied.